# جان جی
جان جِی (به انگلیسی: John Jay) (زاده ۱۲ دسامبر ۱۷۴۵ در نیویورک - درگذشته ۱۷ مه ۱۸۲۹ در وستچستر، نیویورک) سیاست‌مدار، دولت‌مند، قاضی و رئیس دیوان عالی فدرال ایالات متحده آمریکا و از انقلابیون و بنیان‌گذاران ایالات متحده آمریکا است.
جی در دوران انقلاب آمریکا به عنوان سفیر در فرانسه و اسپانیا حضور داشت. در سال ۱۷۷۷ در نوشتن مقالات فدرالیست به الکساندر همیلتون و جیمز مدیسون کمک کرد. او از سال ۱۷۸۹ تا ۱۷۹۵ به عنوان اولین رئیس دیوان عالی ایالات متحده انجام وظیفه کرد و در مقام رهبر حزب فدرالیست در سال‌های ۱۷۹۵ تا ۱۸۰۱ به عنوان فرماندار ایالت نیویورک نیز انتخاب شد.
جی همچنین از مخالفان برده‌داری نیز به شمار می‌رفت و در سال ۱۷۹۹ توانست پس از دو بار تلاش ناموفق قانون رهایی بردگان را به تصویب مجلس نیویورک برساند.